# Anne Rotzinger
Anne Rotzinger (* 10. Dezember 1997) ist eine deutsche Fußballspielerin.

## Karriere
Rotzinger spielte ab der U15 in der Jugend des SC Freiburg. 2014 stieg sie in den Kader der U20 auf und traf in der Oberliga-Saison 2014/15 12 mal in acht Partien. 2015 wechselte sie zum SC Sand und spielte in dessen zweiter Mannschaft bis 2021. Im Frühjahr 2016 riss sie sich das Kreuzband. Für die Willstätterinnen traf sie in 68 Ligaspielen 28-mal. 
Zur Saison 2021/22 kehrte sie zum SC Freiburg zurück. Sie wurde in der Zweiten in der Regionalliga Süd eingesetzt und debütierte im Dezember, bei einem 1:0 in Essen, in der Bundesliga. Es folgten weitere drei Einsätze in der Bundesliga. Freiburgs Zweite stieg im Sommer 2022 in die 2. Bundesliga auf. Rotzinger wurde zur Mannschaftskapitänin gewählt, spielte 2022/23 16 Partien in der zweiten Liga und erzielte dabei 10 Tore. Im Frühjahr 2023 verletzte sie sich erneut am Knie. Zur Zweitligasaison 2025/26 kehrt sie zum SC Sand zurück.